# Allegheny (reka)
Allegheny (izvirno angleško Allegheny River; tudi Allegany) je ena daljših rek v ZDA in glavni pritok reke Ohio. 
Reka je dolga 523 km in teče po ozemlju ameriških zveznih držav New York in Pensilvanija. Njeno porečje obsega 29.992 km². Sama rečna dolina velja za eno najbolj gospodarsko izkoriščenih področij v ZDA, saj so tu zaloge premoga, nafte in zemeljskega plina.